# Mizonocara deserti
Mizonocara deserti är en insektsart som beskrevs av Boris Petrovich Uvarov 1912. Mizonocara deserti ingår i släktet Mizonocara och familjen gräshoppor. Inga underarter finns listade i Catalogue of Life.